# أوغوستا سافاج
أوغوستا سافاج (بالإنجليزية: Augusta Savage) (أوغستا كريستين فيلس قبل الزواج، 29 فبراير 1892 - 27 مارس 1962)، نحّاتة أمريكية ارتبط اسمها بنهضة هارلم. كانت معلمة أيضًا، وكان مرسمها مهمًا لتقدم الجيل الصاعد من الفنانين الذين أصبحوا معروفين على المستوى الوطني. نادت أوغستا بالمساواة القانونية للأمريكيين الأفارقة في مجال الفنون.

## النشأة والعمل
وُلدت أوغوستا كرستين فيلس في غرين كوف سبرنغز (قرب جاكسونفيل)، فلوريدا، في 29 فبراير 1892، والدها إدوارد فيلس، كاهن ميثودي، ووالدتها كارولينا  مارفي. بدأت أوغوستا تشكيل المجسمات منذ صغرها، وغالبًا كانت مجسمات حيوانات صغيرة تشكِّلها بالطين الأحمر الطبيعي في بلدتها غرين كوف سبرنغز في فلوريدا. كان والدها كاهنًا ميثوديًا زاهدًا عارض اهتمامات ابنته الفنية بشدة. ذكرت سافاج مرة «ردعني والدي أربع مرات أو خمسًا في الأسبوع»، و«كاد ينزع الفن مني كليًا». نتج هذا الرفض عن إيمانه -في ذلك الوقت- بأن مجسماتها تنمّ عن ممارسة آثمة استنادًا إلى تفسيره لجزء «الصور المنحوتة» في الكتاب المقدس. كافحت أوغوستا بتشجيع من مدير مدرستها الثانوية الجديدة -في ويست بالم بيتش حيث انتقلت عائلتها في عام 1915- لموهبتها والسماح لها بتعليم نمذجة الصلصال. وكان هذا بداية عهدها في التدريس وابتداع الفن مدى الحياة.
تزوجت أوغوستا فيلس من جون تي مور في 1907. وُلد ابنها الوحيد إيرين كوني مور في العام التالي. توفي جون بعد ذلك بفترة قصيرة. تزوجت أوغوستا من جيمس سافاج في عام 1915؛ فاحتفظت بالاسم سافاج خلال حياتها. بعد طلاقهما في بداية العشرينيات، عادت أوغوستا سافاج إلى ويست بالم بيتش.
استمرت سافاج في تصميم نماذج الصلصال، وحصلت في عام 1919 على سقيفة في معرض بلدة بالم بيتش حيث ربحت جائزة من 25 دولارًا وشريطًا لمعظم المعروضات الأصلية. بعد هذا النجاح، سعت للحصول على عمل في جاكسونفيل، فلوريدا قبل مغادرتها إلى مدينة نيويورك في عام 1921. وصلت ومعها رسالة توصية من مسؤول معرض بلدة بالم بيتش جورج جراهام كوري للنحات سولون بورغلوم و4.60 دولار. حين اكتشف بورغلوم أنها لا تستطيع تحمل تكاليف مدرسة النحت الأمريكية، شجعها على الالتحاق بكوبر يونيون، وهي مدرسة في نيويورك قائمة على المنح، وقُبلت في أكتوبر 1921. اختيرت قبل 142 رجلًا آخر على قائمة الانتظار. نالت موهبتها إعجاب المجلس الاستشاري لاتحاد الكوبر يونيون بشدة لدرجة منْحها أموالًا للمأوى ومبيتًا حين فقدت الدعم المادي من وظيفتها حارسة لشقة. درست أوغوستا على يد النحات جورج بروستر منذ عام 1921 حتى 1923. وأكملت دراسة الأربع سنوات بثلاث سنوات.
تقدمت سافاج في عام 1923 لبرنامج فني صيفي ممول من الحكومة الفرنسية، وعلى الرغم من أنها كانت أكثر من مؤهلة، رفضتها لجنة التحكيم لأنها سوداء ليس إلا. استاءت سافاج بشدة وشككت باللجنة؛ فبدأت أول خطواتها النضالية في سبيل المساواة القانونية. على الرغم من المناشدات التي قُدمت للحكومة الفرنسية لاستئناف القرار، فإنها لم تُجْدِ، ولم تتمكن سافاج من الدراسة في مدرسة فونتينبلو للفنون الجميلة. غُطي الحدث تغطيةً صحفية على جانبي المحيط الأطلسي، ما دفع عضوًا واحدًا في اللجنة أخيرًا إلى دعوتها للدراسة معه، وهو النحات هيرمون أتكينس ماكنيل الذي تشارك في معرض مع هنري أوساوا تانير سابقًا. أشادت أوغوستا لاحقًا بهيرمون بصفته أحد أساتذتها.

## روابط خارجية
- أوغوستا سافاج على موقع IMDb (الإنجليزية)
- أوغوستا سافاج على موقع الموسوعة البريطانية (الإنجليزية)
- أوغوستا سافاج على موقع قاعدة بيانات الفيلم (الإنجليزية)